# Ruta Provincial 295 (San Juan)
La Ruta Provincial 295 es una carretera argentina, que se encuentra en el centro sur de la Provincia de San Juan. En su recorrido de 15 kilómetros une la Ruta Nacional 40 y la ruta provincial 246
Esta ruta circula de este a oeste, actúa como límite administrativo entre los departamentos Sarmiento y Pocito
Conecta las localidades de Colonia Fiscal, Punta del Médano, Cochagual y permite una comunicación con la zona sur y este del Valle del Tulúm. A lo largo de su recorrido se observa un paisaje árido, con plantaciones de vides y olivos. En zonas se encuentra frondosamente arbolada por eucaliptus, que son irrigados mediante una red de canales, cuyo uso principal es agrícola, debido a las escasas precipitaciones que presenta dicha región.

## Recorrido
Departamento Pocito
- Colonia Cantoni km 2

Departamento Sarmiento
- Colonia Fiscal km 4
- Punta del Médano km 11

- Datos: Q5411664